# Carl Immendörfer
Carl August Immendörfer (* 13. Februar 1849 in Heimerdingen (heute Stadtteil von Ditzingen); † 24. März 1911 ebenda) war ein deutscher Landwirt und Politiker.

## Familie
Immendorfer war ein Sohn des Gutsbesitzers Wilhelm Friedrich Immendörfer (1818–1870) aus dessen erster Ehe mit Christine Kuom (1827–1850). Die Familie Immendörfer war seit 1774 in Heimerdingen ansässig und besaß dort den (1971 abgebrochenen) ehemals Zeller'schen Hof an der Ecke Karlstraße/Hausgasse. Der Großvater, Georg Friedrich Immendörfer, war von 1779 bis 1805 Schultheiß der Gemeinde Heimerdingen. Karl Immendörfer war mit der Winzer- und Gutsbesitzertochter Elisabeth Strub aus Nierstein verheiratet.

## Leben
Nach dem Besuch der Volksschule studierte Immendörfer 1871/72 Landwirtschaft an der Landwirtschaftlichen Akademie in Hohenheim. Erste berufliche Tätigkeiten übte er als Gutsverwalter in Ernsthof bei Wertheim und Berthelsdorf (Schlesien) aus. Ab 1872 war er Landwirt und Gutsbesitzer in Heimerdingen. Er war ab etwa 1894 Mitglied des Bundes der Landwirte, ab 1889 Mitglied des Kirchengemeinderats der Peter-und-Paul-Kirche in seiner Heimatgemeinde Heimerdingen, langjähriges Mitglied des Bezirksrats und der Amtsversammlung in Leonberg, Ausschussmitglied des Landwirtschaftlichen Bezirksvereins Leonberg und Vorstandsmitglied des VI. Landwirtschaftlichen Gauverbandes.

## Politik
1902 wurde Immendörfer im Oberamt Leonberg als Ersatz für den verstorbenen Abgeordneten Wilhelm Friedrich Aldinger in die Württembergische Kammer der Abgeordneten gewählt und am 13. Mai 1902 beeidigt. Er gehörte der Kammer bis zu seinem Tod an (für den Bund der Landwirte) und war Mitglied der Kommission für Gegenstände der inneren Verwaltung sowie ab 1907 der Bauordnungskommission.
Immendörfer gehörte zu den maßgeblichen Verfechtern der Strohgäubahn von Korntal nach Weissach und unterstützte auch deren Fortführung von Weissach nach Pforzheim, die letztlich nicht realisiert wurde.